# Ewa Wencel
Ewa Wencel (ur. 15 sierpnia 1955 w Opolu) – polska aktorka teatralna, filmowa, telewizyjna i kabaretowa, scenarzystka.

## Życiorys
W 1980 roku ukończyła studia na Wydziale Aktorskim Państwowej Wyższej Szkoły Filmowej, Telewizyjnej i Teatralnej im. Leona Schillera w Łodzi. Od roku 1987 gra w Teatrze Kwadrat w Warszawie; od września 2023 jest jego dyrektorką. Laureatka Orła za drugoplanową rolę kobiecą w Plac Zbawiciela.
Debiutowała w 1980 w spektaklu Teatru Telewizji dla młodzieży Małgosia contra Małgosia według powieści Ewy Nowackiej. Na początku kariery występowała w epizodach w pojedynczych odcinkach popularnych seriali telewizyjnych, m.in. 07 zgłoś się czy Szaleństwa panny Ewy. W 1986 roku zadebiutowała w filmie drugoplanową rolą w Nad Niemnem Zbigniewa Kuźmińskiego. Do końca lat 80. i początku 90. grywała wiele mniejszych ról, m.in. w Ucieczce z kina Wolność Wojciecha Marczewskiego. Wyjątkiem była postać Ewy, młodej kobiety w ciąży uciekającej wraz z mężem (w tej roli Artur Barciś) do Niemiec w poszukiwaniu lepszego życia w filmie Waldemara Krzystka Ostatni prom (1989). W latach 90. niemal wyłącznie skupiła się na pracy w teatrze i Teatrze Telewizji, gdzie wystąpiła w przedstawieniach m.in. Janusza Kijowskiego, Magdaleny Łazarkiewicz i Krzysztofa Langa.
Na duży ekran powróciła w 2000 roku epizodyczną rolą w Weiserze Marczewskiego. Od tego czasu zaczęła również grywać w wielu telenowelach, m.in. Miasteczko, Samo życie, Więzy krwi, Na dobre i na złe, ale zazwyczaj wystąpiła w zaledwie kilku odcinkach. Dopiero rola wrażliwej i niepewnej siebie Janeczki w serialu M jak miłość, matki jednej z głównych bohaterek, której perypetie z czasem zamieniły się w osobny wątek, zapewniła jej dużą popularność wśród masowej widowni. W 2004 roku po raz pierwszy zetknęła się na planie z Krzysztofem Krauzem, grając epizod w Moim Nikiforze. W kolejnym projekcie tego reżysera – Placu Zbawiciela – otrzymała znacznie poważniejsze zadanie, wcielając się (wbrew własnemu emploi) w postać samotnej, rozgoryczonej, toksycznej matki i teściowej. Jej rola, podobnie jak i film, spotkała się z entuzjastycznymi ocenami krytyków. Na 31. FPFF w Gdyni otrzymała za nią (ex-aequo z Anną Romantowską) nagrodę dla najlepszej aktorki w roli drugoplanowej, a Plac Zbawiciela zdobył Złote Lwy.
Sukces tego filmu zaowocował dla Wencel kolejnymi propozycjami pracy w telewizji, m.in. zagrała jedną z głównych ról w serialu Dwie strony medalu. Kolejną wyniosłą teściową, swoistą parodię postaci z Placu Zbawiciela, wykreowała w sitcomie Mamuśki. W 2009 została współscenarzystką serialu Czas honoru; początkowo pisała pod pseudonimem Jerzy Matysiak.
W czerwcu 2023 roku wygrała konkurs na dyrektora Teatru Kwadrat.

### Życie prywatne
Mężem aktorki był scenarzysta Erwin Wencel. Ma syna Andrzeja.

## Filmografia

### Aktorka
- 1980: Małgosia contra Małgosia (teatr TV) jako Małgosia
- 1983: Szaleństwa panny Ewy (odc. 2 i 3) jako Basia Zawiłowska
- 1984: 07 zgłoś się (odc. 15) jako Katarzyna Melion, artystka cyrkowa
- 1984: Pan na Żuławach (odc. 7, 8, 9 i 11) jako Tereska, córka Mikułów
- 1987: Nad Niemnem jako Klotylda Korczyńska, żona Zygmunta
- 1989: Ostatni prom jako Ewa
- 1990: Ucieczka z kina „Wolność” jako sekretarka cenzora
- 1992: Zwolnieni z życia jako pielęgniarka
- 1993: Obcy musi fruwać jako Sylwia
- 2000: 13 posterunek 2 (odc. 13) jako Basia
- 2000: Izabela jako Zuzia, córka Izabeli
- 2000: Klasa na obcasach jako matka Kaliny
- 2000: Weiser jako matka Elki
- 2001: Miasteczko (odc. 54, 55, 56 i 57) jako matka Asi
- 2001: Na dobre i na złe (odc. 65) jako Barbara Kotowiczowa, matka Kamili
- 2001: Więzy krwi jako Łucja
- 2002–2007: M jak miłość jako Janeczka Nowicka
- 2003: Samo życie jako profesor Satanowska
- 2004: Mój Nikifor jako dyrektorka Zachęty
- 2004: Pensjonat pod Różą (odc. 26) jako Zofia Kuźmiukowa, matka Rafała
- 2005: PitBull jako lekarka
- 2005: Pitbull (serial, odc. 5) jako lekarka
- 2006: Bezmiar sprawiedliwości jako Irena Łukińska, matka Dominiki
- 2006: Bezmiar sprawiedliwości (serial) jako Irena Łukińska, matka Dominiki
- 2004: Bulionerzy jako Krysia
- 2006: Plac Zbawiciela jako Teresa Zielińska
- 2006–2007: Dwie strony medalu jako Grażyna Żelazek, trener szermierki
- 2007: Mamuśki jako Aleksandra
- 2008: Na kocią łapę jako Krystyna
- 2008–2014: Czas honoru jako Helena, matka Wandy
- 2009: Do wesela się zagoi jako matka Julii
- 2011: 1920 Bitwa warszawska jako Amelia Więcławska
- 2012–2013: Prawo Agaty (odc. 5 i 52) jako sędzia
- 2012: Hotel 52 (odc. 72) jako Marzena
- 2012: Do dzwonka Cafe (odc. 12) jako klientka kawiarni
- 2012, 2016: Ojciec Mateusz (odc. 96) jako Jarecka, matka Konrada; (odc. 209) jako Małgorzata, była teściowa Błaszczaka
- 2013: Komisarz Alex (odc. 36) jako Izabela Nowikowa
- 2014: Finding Josef jako Basia Kowalski
- 2015: Prawo Agaty (odc. 84) jako sędzia
- 2016: Powidoki jako dyrektorka szkoły
- 2017: Fusy jako Janina
- 2018: Młody Piłsudski jako Stefania Lipmanówna
- 2021: Pajęczyna jako Zofia Rec
- 2022: Chyłka jako żona Tesarewicza
- 2022: Każdy wie lepiej jako Krystyna
- 2022: Cały ten seks jako ginekolożka
- 2023: Dzisiaj śpisz ze mną jako matka Niny
- 2023: Król dopalaczy

### Polski dubbing
- 2002: Śnięty Mikołaj 2
- 2007: Przygody Sary Jane – Andrea Yates
- 2007: Harry Potter i Zakon Feniksa – Dolores Umbridge
- 2009: Opowieść wigilijna
- 2010: Legendy sowiego królestwa: Strażnicy Ga’Hoole
- 2010: Harry Potter i Insygnia Śmierci – Dolores Jane Umbridge
- 2012: Niesamowity Spider-Man – May Parker

### Scenarzystka
- 2008–2009: Czas honoru, odcinki 1–13, pod pseudonimem Jerzy Matysiak
- 2009: Czas honoru 2, odcinki 14–26
- 2010: Czas honoru 3, odcinki 27–39
- 2011: Czas honoru 4, odcinki 40–52
- 2012: Czas honoru 5, odcinki 53-65
- 2013: Czas honoru 6, odcinki 66-78

## Nagrody
- 2006 – 31. Festiwal Polskich Filmów Fabularnych w Gdyni: Nagroda za drugoplanową rolę kobiecą za Plac Zbawiciela (ex-aequo z Anną Romantowską)

- 2007 – Polskie Nagrody Filmowe „Orły”: Orzeł za najlepszą drugoplanową rolę kobiecą za Plac Zbawiciela